# Градини (Муреш)
Градини (рум. Grădini) насеље је у Румунији у округу Муреш у општини Ваља Ларга. Oпштина се налази на надморској висини од 293 m.

## Становништво
Према подацима из 2002. године у насељу је живело 256 становника, од којих су сви румунске националности.